# Pierre Nisse
Pour les articles homonymes, voir Nisse (homonymie).
Pierre Nisse, né à Liège le 20 décembre 1982, est un acteur belge.

## Biographie
Pierre Nisse passe son enfance à Liège. Ses parents sont enseignants et son père, Louis Nisse, est également auteur d'un ouvrage historique sur la Wallonie. Attiré très tôt par la comédie, il poursuit ensuite ses études au Conservatoire royal de Bruxelles d’où il sort récompensé du Prix Georges Duquesne en 2007.
Plutôt que le théâtre dont il juge les castings « trop violents », le comédien s’oriente naturellement vers le cinéma qu’il avait déjà côtoyé avant sa formation au Conservatoire, notamment avec un de ses tous premiers rôles dans le film devenu culte, Dikkenek, en 2005.
En plus de 20 ans de carrière, Pierre Nisse a joué dans plus d’une trentaine de longs métrages et une dizaine de courts métrages. Il a notamment tourné pour les frères Dardenne, Guillaume Nicloux, Emmanuel Marre ou encore, Fabrice du Welz.
L'acteur participe également à de nombreux festivals en Belgique et en France en tant que jury ou président de jury.
En 2021, il obtient l’un des rôles titres de la série belge Baraki (série télévisée) qui connait un beau succès en francophonie par sa diffusion internationale sur la plateforme Netflix ou encore, sur TV5 Monde depuis 2024.
En 2024, aux côtés de Cécile Djunga, Charles (chanteuse), Bénédicte Deprez et Cathy Immelen, il participe au format belge du jeu télévisé Fort Boyard (jeu télévisé) et réussit toutes ses épreuves. Les gains obtenus par son équipe ont été reversés à l'organisme caritatif Viva for Life.

## Filmographie

### Cinéma

#### Longs métrages
- 2002 : Le Fils des frères Dardenne : Apprenti soudeur
- 2005 : Dikkenek d'Olivier Van Hoofstadt : Omar
- 2009 : Cannibal de Benjamin Viré : Cuneyt
- 2010 : Au cul du loup de Pierre Duculot : Tony
- 2011 : The Incident (en) d'Alexandre Courtès : Tribal
- 2011 : Mobile Home de François Pirot : Vincent
- 2012 : La Cinquième Saison de Jessica Woodworth et Peter Brosens : Thierry
- 2012 : Post partum de Delphine Noels : Gabriel
- 2012 : Grand Central de Rebecca Zlotowsky : l'ouvrier stressé
- 2012 : Mea Culpa de Fred Cavayé : Kevin
- 2013 : La Religieuse de Guillaume Nicloux : Marquis de Croismare
- 2013 : Être de Fara Sene : Le Flic
- 2013 : Marge d'erreur de Joël Santoni : Jaco
- 2013 : Grand Central de Rebecca Zlotowski : L'ouvrier stressé
- 2014 : Even Lovers Get the Blues de Laurent Micheli : L'Agresseur
- 2014 : Baden Baden de Rachel Lang : Gendarme Muller
- 2014 : Malgré la nuit de Philippe Grandrieux : La Pute
- 2014 : Je me tue à le dire de Xavier Seron : Spécialiste des effets spéciaux
- 2015 : Grave de Julia Ducournau : L'étudiant qui filme
- 2015 : Paradis d'Andrei Konchalovsky : Théo
- 2017 : Laissez bronzer les cadavres ! d'Hélène Cattet et Bruno Forzani : Alex
- 2018 : Cavale de Virginie Gourmel : Michel
- 2018 : D’un château l’autre d'Emmanuel Marre (moyen métrage) : Pierre
- 2018 : Witz de Martine Doyen : Le skin du camping
- 2019 : La Femme la plus assassinée du monde de Franck Ribière
- 2019 : Adoration de Fabrice du Welz : L'ouvrier
- 2022 : Méduse de Sophie Lévy : Léonard
- 2022 : L'Envol de Pietro Marcello : Membre du gang de Renaud
- 2022 : Megalomaniac de Karim Ouelhaj : Luc
- 2024 : Nino dans la nuit de Laurent Micheli
- 2025 : Les âmes en peine de Quarxx

#### Courts métrages
- 2005 : Skyzo de Samy Kazi : Marco
- 2008 : Michel d'Antoine Russbach et Emmanuel Marre : Michel
- 2008 : Il n'y a pas d'ailleurs de Cedric Bourgeois : Alex
- 2010 : Les Cadeaux de la vie de Pierre Stine : le flic
- 2012 : La Bête entre les murs : Léo
- 2012 : Le temps déborde : Serge
- 2012 : Silence on détourne : Ben
- 2014 : Babysitting Story de Vincent Smitz : Hausband
- 2014 : On verra bien si on se noie de Hugo Becker : KO
- 2015 : Ineffaçable de Grégory Lecocq : Pax
- 2021 : L'Eau à la bouche d'Emmanuelle Huynh : Bruno
- 2023 : Allégresse de Gillie Cinneri
- 2024 : Régressions de Pierre Larribe

### Documentaires
- 2024 : Eh bien jouez maintenant ! de Karim Bey

### Télévision
- 2012 : Boulevard du Palais (saison 14, épisode 2) de Marie Guilmineau : Cyril Vannier
- 2015 : Les Revenants (saison 2, épisodes 1, 2, 4, 7 et 8) de Fabrice Gobert : Sergent
- 2015 : Falco (saison 3, épisodes 1 et 2) de Clothilde Jamin : Jérôme Duloge
- 2017 : Zone blanche (mini-série) (saison 1, épisodes 1 et 2) de Mathieu Missoffe : Pierre Winkler
- 2018 : Souviens-toi (mini-série) (saison 1, épisode 2) de Pierre Aknine : Victor Burckel
- 2019 : Balthazar, (saison 2, épisode 10) : Maxime Van Delpen
- 2021 et 2023 : Baraki, , (saisons 1 et 2) de Fred De Loof, Peter Ninane et Julien Vargas : Didier Berthet
- 2024 : Fort Boyard (jeu télévisé) version Belgique
- 2025 : Eté 36 (mini-série) de Fred Garson

## Distinctions

### Prix
- 2018 : Prix d'interprétation dans la compétition nationale de la Fédération Wallonie-Bruxelles du Festival international du film francophone de Namur pour son rôle dans D'un château l'autre d'Emmanuel Marre[8].
- 2010 : Sélectionné aux Talents Cannes ADAMI lors du Festival de Cannes 2010[9].

### Nominations
- 2019 : Nommé aux Magritte du cinéma dans la catégorie Meilleur acteur dans un second rôle pour Laissez bronzer les cadavres ! d'Hélène Cattet et Bruno Forzani[10].

### Autres
- 2023 : Président d'honneur du festival Voir un petit court à Nuits-Saint-Georges